# الکس آلوز (بازیکن فوتبال، زاده ۱۹۷۴)
آلکساندرو آلوز دو ناسیمنتو (به پرتغالی: Alexandro Alves do Nascimento) مهاجم اهل برزیل است که در شهر Campo Formoso و در تاریخ ۳۰ دسامبر ۱۹۷۴ به دنیا آمده‌است.
آلکساندرو آلوز دو ناسیمنتو در تیم‌های فوتبال Vitória سابقهٔ حضور دارد.